# Indywidualne Mistrzostwa Europy w Long Tracku 1969
Indywidualne Mistrzostwa Europy na długim torze 1969 – zawody żużlowe, mające na celu wyłonienie medalistów indywidualnych mistrzostw Europy na długim torze w sezonie 1969. W finale zwyciężył, jedyny raz w karierze, Niemiec Don Godden.

## Terminarz
- 1. runda kwalifikacyjna – Gornja Radgona, 1 czerwca 1969
- 2. runda kwalifikacyjna – Straubing, 1 czerwca 1969
- finał skandynawski – Oslo, 19 czerwca 1969
- półfinał – Scheeßel, 22 czerwca 1969
- finał – Oslo, 3 września 1969

## Finał
- Oslo, 3 września 1969

| Msc. | Zawodnik              | Kraj            | Pkt |  |  |
| ---- | --------------------- | --------------- | --- |  |  |
| 1    | Don Godden            | Wielka Brytania | 14  |  |  |
| 2    | Jon Ødegaard          | Norwegia        | 18  |  |  |
| 3    | Kurt Wede Petersen    | Dania           | 11  |  |  |
| 4    | Timo Laine            | Finlandia       | 10  |  |  |
| 5    | Willihard Thomsson    | Szwecja         | 11  |  |  |
| 6    | Runo Wedin            | Szwecja         | 10  |  |  |
| 7    | Sture Lindblom        | Szwecja         | 11  |  |  |
| 8    | Manfred Poschenreider | RFN             | 15  |  |  |
| 9    | Josef Unterholzner    | RFN             | 7   |  |  |
| 10   | Jan Holm Nielsen      | Dania           | 7   |  |  |
| 11   | Jon Hovind            | Norwegia        | 7   |  |  |
| 12   | Preben Christensen    | Dania           | 7   |  |  |
| 13   | Hans Siegl            | RFN             | 6   |  |  |
| 14   | Jan Käter             | RFN             | 4   |  |  |
| 15   | Alfred Aberl          | RFN             | 3   |  |  |
| 16   | František Ledecký     | Czechosłowacja  | 2   |  |  |
| 17   | Jaroslav Machač       | Czechosłowacja  | 1   |  |  |
| 18   | Günther Walla         | Austria         | 0   |  |  |